# Лацате
Лаца̀те (на италиански: Lazzate, на западноломбардски: Lazzàa, Лацаа) е градче и община в Северна Италия, провинция Монца и Брианца, регион Ломбардия. Разположено е на 260 m надморска височина. Населението на общината е 7605 души (към 2010 г.).
До 2004 г. общината е част от провинция Милано.